# Tuam
Tuam (iriska: Tuaim) är ett samhälle i grevskapet Galway på Irland. Namnet uttalas som chew-um. Tuam ligger norr om staden Galway. 
År 2002 hade Tuam totalt 3 104 invånare i orten och 3 465 i området runt omkring.